# 56 Eskadra Towarzysząca

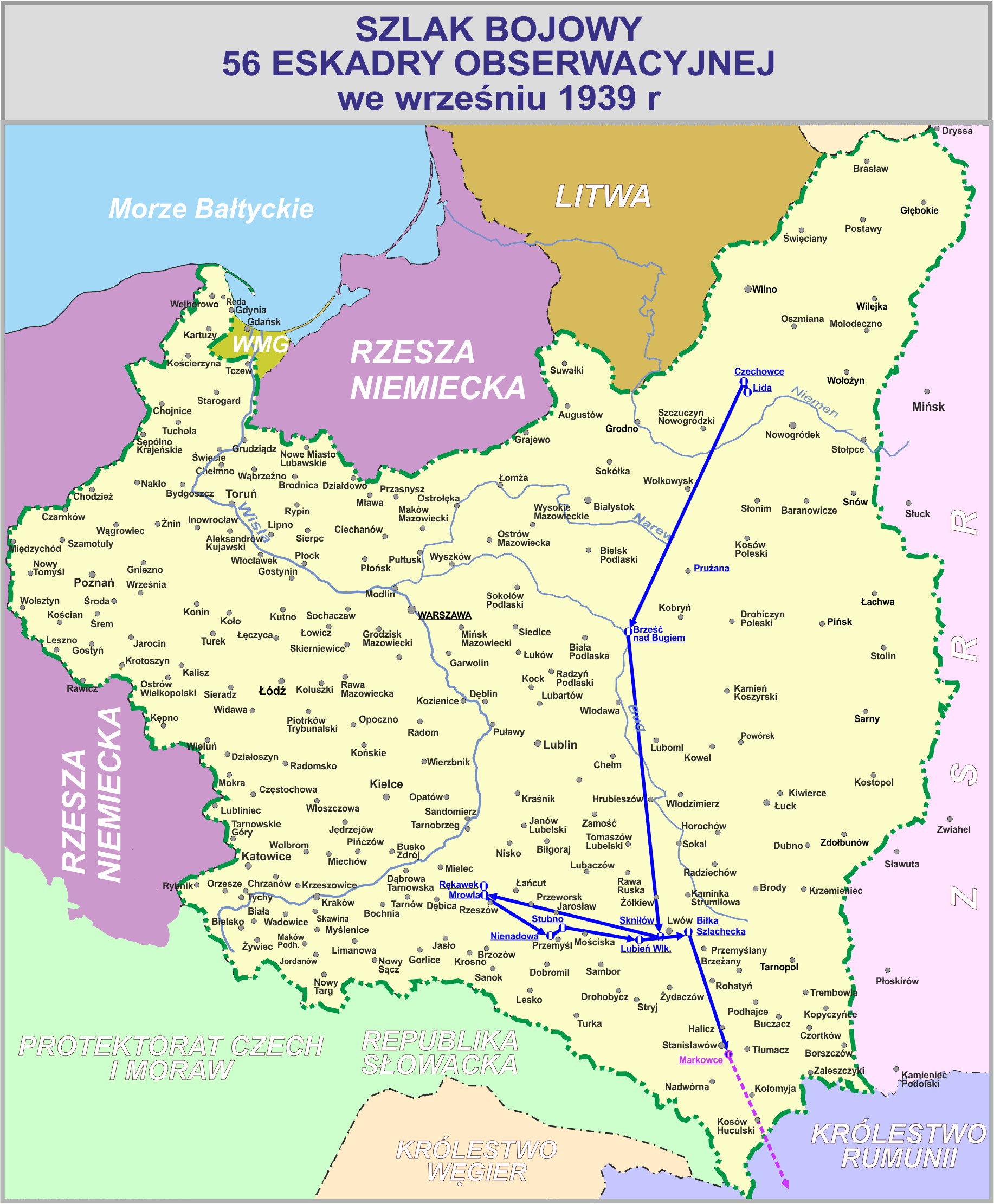

56 eskadra towarzysząca – pododdział lotnictwa Wojska Polskiego w II Rzeczypospolitej.
56 eskadra towarzysząca została sformowana w 1933 składzie 5 pułku lotniczego. W kampanii wrześniowej walczyła w składzie lotnictwa Armii „Karpaty” i Grupy Armii „Małopolska”, jako 56 eskadra obserwacyjna.
Godłem eskadry był „niedźwiadek” w kolorze brunatnym z niebieską krawatką na tle białego równoramiennego krzyża.

## 56 eskadra towarzysząca w okresie pokoju
56 eskadra towarzysząca została sformowana na podstawie rozkazu Ministra Spraw Wojskowych L.dz. 2446/Tjn. Org. z dnia 17 lipca 1933 roku w składzie 5 pułku lotniczego.
Zorganizowane zostały trzy plutony towarzyszące. Personel latający i naziemny został wydzielony z innych eskadr 5 pułku. Z czasem został on uzupełniony absolwentami specjalistycznych kursów lotniczych. Wyposażenie eskadry stanowiły samoloty R-XIIIC.
Na przełomie lat 1933/1934 nadal trwały czynności organizacyjne. Kompletowano wyposażenie i wypełniano wolne etaty w personelu latającym. W okresie letnich manewrów, na terenach południowej Wileńszczyzny, wszystkie plutony eskadry dysponowały już pełnymi etatami załóg i sprzętu i współpracowały z artylerią, piechotą i kawalerią.
W 1937 eskadra otrzymała nowe samoloty R-XIIID.
Na wiosnę 1938 plutony eskadry odleciały na lotniska Baranowicze i Łuniniec „na współpracę” z jednostkami Flotylli Rzecznej w Pińsku, a następnie wzięły udział w wielkich manewrach na Wołyniu. W tym czasie eskadra dysponowała już tylko dwoma plutonami, a kilka doświadczonych załóg przeniesiono do organizującej się 59 eskadry towarzyszącej.

## Działania 56 eskadry obserwacyjnej w 1939
Według „Planu użycia lotnictwa” 56 eskadra miała wejść w skład lotnictwa Armii „Modlin”. W czerwcu 1939 utworzono nowy związek operacyjny – Armię „Karpaty”. Konieczność zasilenia jej jednostkami lotnictwa spowodowała przesunięcie eskadry do nowo sformowanego związku operacyjnego.

### Mobilizacja eskadry
Mobilizacja eskadry została przeprowadzona na lotnisku macierzystym Lida w dniach 24 i 25 sierpnia 1939. Eskadra została przemianowana na 56 eskadrę obserwacyjną. 26 sierpnia rzut kołowy przemieścił się na lotnisko alarmowe Czechowice, a dzień później został załadowany na wagony i odjechał w kierunku Rzeszowa. Rzut powietrzny wystartował 31 sierpnia z Czechowic do Małaszewicz. Tam samoloty zostały zatankowane i poleciały do Lwowa. We Lwowie załogi przenocowały, a wczesnym rankiem 1 września przeleciały na lotnisko Mrowla.

### Działania eskadry w kampanii wrześniowej
W kampanii wrześniowej eskadra walczyła w składzie lotnictwa Armii „Karpaty” i Grupy Armii „Małopolska”. Na jej uzbrojeniu znajdowało siedem samolotów towarzyszących Lublin R-XIIID i dwa samoloty łącznikowe RWD-8.
1 września por. obs. Sienkiewicz i kpr. Kita polecieli do Krosna, by ustalić straty od bombardowania Luftwaffe i odszukać 2 zestrzelone niemieckie samoloty. Po południu kpt. obs. Eugeniusz Arciuszkiewicz i por. pil. Jankowski wykonali lot łącznikowy do dowódcy odcinka „Nowy Sącz”. Przy lądowaniu uszkodzono samolot.
2 września por. obs. Okoński i kpr. pil. Skrzyński polecieli na rozpoznanie niemieckich kolumn pancernych w rejon Nowy Targ–Rabka–Jabłonka–Czarny Dunajec. Tego dnia do Lwowa polecieli por. obs. Zajączkowski i kpr. Gawlik, a do Warszawy ppor. obs. Ostaszewski i sierż. Czarnecki. Rano 3 września w rejon Dębicy polecieli por. Gorzeński i kpr. Tubis, a w okolice Nowego Targu ppor. obs. Marcola z por. Jankowskim. Przed południem por. Sienkiewicz i st. sierż. Kazimierczak oraz ppor. Marcola z por. Jankowskim dublowali te zadania. Po południu kpt. Arciuszkiewicz i kpr. Gawlik wyszukiwali terenów pod przyszłe lotniska eskadry. Wykonano również jeden lot z pocztą, a eskadra została wyposażona w bomby zapalające – tzw. „myszki”.
4 września kpt. Sukniewicz z sierż. Wismontem polecieli w rejon Jasła. Zadanie powtórzono po południu. Na rozpoznanie na odcinku Bardejov – Preszov poleciała załoga ppor. Kucza i kpr. Kita. Zadanie wykonano lotem koszącym, ostrzeliwując także niemieckie samochody i kolumny artylerii. Po południu w rejon Bochnia-Wieliczka polecieli por. Porada z kpr. Piaseckim. Na skutek zapadających ciemności, załoga wylądowała w przygodnym terenie. Na macierzyste lotnisko powróciła w dniu następnym. W tym dniu wykonano też dwa loty pocztowe i jeden na poszukiwanie zestrzelonego samolotu Luftwaffe. W drugim locie łącznikowym por. Sienkiewicz, lecąc z pilotem plutonu łącznikowego, zostali zestrzeleni przez własną OPL. Załoga wyszła z opresji bez obrażeń, ale RWD-8 został rozbity. Tego dnia eskadra otrzymała 12,5 kg bomby odłamkowe.
Rano 5 września ppor. Marcola i kpr. Kita polecieli na rozpoznanie rejon Bochnia–Dukla-Slovenska Ves–Medzilaborce–Preszów. Kolejne loty rozpoznawcze wykonywały załogi: ppor. Kucza i sierż. Czarnecki, por. Sienkiewicz i kpr. Gawlik, por. Okoński i kpr. Skrzyński, por. Gorzeński i ppor. Żmigrodzki oraz kpt. Arciuszkiewicz ze st. sierż. Kazimierczakiem. W czasie wykonywania zadań załogi były ostrzeliwane zarówno przez niemiecką, jak i polską OPL. W tym dniu przekazano RWD-8 do dyspozycji plutonu łącznikowego nr 5.
6 września por. Zajączkowski z ppor. Ordą polecieli na rozpoznanie niemieckich jednostek pancernych w rejon Jędrzejów–Miechów. W rejon Karpat wystartowali o 8.00 kpt. Sukniewicz z sierż. Wismontem, ppor. Kucza i ppor. Żmigrodzki oraz ppor. Ostaszewski z sierż. Czarneckim. Ranny w rękę nad Tarnowem sierż. Czarnecki doprowadził samolot z przestrzelonym zbiornikiem do lotniska i został odwieziony do szpitala we Lwowie, a następnie do Lidy. Na rozpoznanie obszaru Bochnia–Nowy Targ–Nowa Wieś Spiska polecieli por. Porada i kpr. Piasecki. O 12:18 w pobliżu miejscowości Ostrovany klucz słowackich samolotów Avia B-534 w składzie F. Hanovec, M. Žiaran i V. Jaloviar zestrzelił samolot Lublin R.XIIID. Kpr. pil. Marian Piasecki wraz z por. obs. Edwardem Poradą zginęli. Zestrzelenie przyznano sierżantowi Františkowi Hanovcowi jako jedyne potwierdzone zestrzelenie polskiego samolotu przez pilota słowackiego.
W południe por. Okoński i kpr. Skrzyński rozpoznawali kolumny broni pancernej w rejonie Busko–Jędrzejów–Kije, ostrzeliwując z lotu niskiego kolumny samochodów. Około 15.30 powtórnie wystartował ppor. Ostaszewski z kpr. Kitą. Za Bochnią załoga dostała się w zmasowany ogień niemieckiej obrony przeciwlotniczej i musiała przymusowo lądować. Po prowizorycznym usunięciu usterki i otrzymaniu paliwa od polskich czołgistów, samolot wystartował do Mrowli. Przy lądowaniu pękły zastrzały podtrzymujące skrzydło, ale załoga wyszła z kraksy bez obrażeń.
7 września nastąpiło przesunięcie rzutu kołowego eskadry na lądowisko Nienadowa. Por. Zajączkowski z por. Jankowskim rozpoznawali w rejonie Tarnowa, a ppor. Marcola i kpr. Tubis oraz kpt. Arciuszkiewicz z kpr. Gawlikiem w rejonie Nowego Sącza. Przed wieczorem por. Sienkiewicz i kpr. Kita polecieli na RWD-8 z rozkazami do sztabu gen. Antoniego Szyllinga. Poszukiwania w rejonie Mielec–Sandomierz nie dały rezultatu. Podczas lądowania rozbito RWD-8. O zmierzchu samoloty eskadry odleciały do Nienadowej.
8 września por. Gorzeński i ppor. Orda rozpoznawali w obszarze Gorlice–Krosno–Rzeszów. Po południu zadanie dublowali ppor. Kucza z sierż. Wismontem. W tym czasie por. Okoński z kpr. Skrzyńskim na RWD-8 rozpoznali lotnisko Stubno. Do eskadry wcielono pluton łącznikowy nr 5. 9 września por. Okoński i kpr. Skrzyński rozpoznawali w rejonie Rzeszowa. Załoga była atakowana przez niemiecki samolot myśliwski. Ppor. Marcola i st. sierż. Kazimierczak polecieli z pocztą do Brześcia. Po południu rzut powietrzny eskadry przeleciał na lotnisko Stubno.
10 września oficer łącznikowy eskadry przywiózł z Przemyśla pocztę dla Naczelnego Wodza. O świcie załoga: por. Gorzeński z kpr. Gawlikiem wystartowała z rozkazami do Brześcia. Około 7.00 cofające się oddziały własne zaalarmowały lotnisko o zbliżających się niemieckich czołgach. Fakt ten próbował potwierdzić dowódca eskadry na motocyklu. Fala taborów uniemożliwiła jazdę. Zadanie rozpoznania kolumny czołgów otrzymał por. Okoński i kpr. Skrzyński. W czasie lotu ranny został kpr. Skrzyński. Na powtórne rozpoznanie w rejon Radymna poleciał por. Okoński z ppor. Ordą. Lotnicy stwierdzili „3 czołgi na wschodnim brzegu Sanu i zerwany most koło Radymna”.
Około 9.00 ppor. Marcola i por. Jankowski polecieli na RWD-8 do sztabu lotnictwa w Przemyślu z meldunkiem o sytuacyjnym i z prośbą o dalsze rozkazy. Przy lądowaniu załoga rozbiła samolot, a ranny ppor. Marcola odjechał do szpitala w Przemyślu. Z braku wiadomości o losach załogi ppor. Marcoli, samochodem po rozkazy pojechał kpt. Arciuszkiewicz. Sztabu ppłk. Tuskiewicza w Przemyślu już nie zastał. Dowódca eskadry na własną odpowiedzialność przegrupował eskadrę na lotnisko Lubień Wielki, a sam udał się do Lwowa. Tam odnalazł ppłk. Tuskiewicza.
11 września por. Zajączkowski z ppor. Żmigrodzkim rozpoznawali drogi Jaworów–Radymno–Jarosław–Przemyśl, a ppor. Kucza z kpr. Kitą drogi na południowy zachód od Lwowa. W tym dniu eskadra przesunęła się na lądowisko Biłka Szlachecka. Jeszcze w Lubieniu eskadra została uzupełniona o jeden R-XIII, jedną „Czaplę” i jeden RWD-17. Stan samolotów eskadry w tym momencie wynosił: 5 R-XIII, 1 „Czapla”, 1 RWD-8 i 1 RWD-17.
12 września por. Gorzeński poleciał na RWD-17 do sztabu Armii „Kraków”. Przy lądowaniu na zbombardowanym lotnisku w Lublinie samolot został rozbity, ale poczta trafiła do rąk gen. Antoniego Szyllinga. W ciągu tego dnia por. Sienkiewicz i kpr. Gawlik, ppor. Kucza i ppor. Orda oraz ppor. Ostaszewski z kpr. Kitą, rozpoznawali rejon Lwowa, Jaworowa, Lubienia i Chyrowa. W tym czasie niemieckie kolumny pancerne podchodziły już pod Lwów. Eskadra zdążyła jeszcze pobrać benzynę z lotniska Skniłów.
O świcie 13 września przyjechał na lotnisko gen. broni Kazimierz Sosnkowski z 3 oficerami sztabu i ppłk. Tuskiewiczem. Kpr. pil. Kita tak wspominał to wydarzenie:

Około godz. 10.00 kpt. Sukniewicz wezwał mnie i trzech innych pilotów Dowódca informuje nas, że mamy bezpiecznie przewieźć pasażerów na lądowisko Hurko koło Przemyśla. Ja jako trzeci startuję z gen. Sosnkowskim. Byłem bardzo zadowolony z wyznaczenia mnie na ten lot. Cała trudność polegała na tym, że nie było wiadomo, czy lądowisko jest w rękach polskich czy już zajęli je Niemcy. Generał przed wejściem do kabiny poprosił, ażebym objaśnił jak należy obchodzić się z karabinem na obrotnicy. Startujemy ostatni, lecąc lotem koszącym. Bez przygód dolatujemy nad lądowisko. Widzę, że jeden z R-XIII startuje – to znaczy, że lądowisko jest w naszych rękach i mogę lądować. Ląduję w kierunku na szosę, skąd biegną żołnierze w naszym kierunku, zatrzymujemy się tuż przy szosie. Generał powoli wychodzi z kabiny, a ja rozglądając się widzę jak znad Przemyśla sunie jak na sznurku 9 Dornierów. Przez głowę przechodzi mi myśl – niech który z załogi Dornierów spojrzy ku ziemi, na pewno nas zobaczą i na głowy może posypać się śmiercionośny ładunek. Wyskakuję z kabiny i krzyczę, że naszego „Era” musimy wyciągnąć pod drzewo przy szosie. Podbiegają oficerowie z samochodów i na czele z generałem ciągniemy samolot pod drzewo. Skończyło się na strachu. Niemcy nas chyba nie dostrzegli. Generał dziękuje za lot i życzy szczęśliwszego spotkania. Odjeżdża do Przemyśla, a my wystartowaliśmy i bezpiecznie wylądowaliśmy w Biłce Szlacheckiej.

W tym dniu rzut powietrzny pod dowództwem kpt. Arciuszkiewicza odleciał na lotnisko Markowce. 14 września załogi: kpt. Arciuszkiewicz z kpr. Gawlikiem oraz por. Okoński z por. Jankowskim latały w rejon Sambora i Borysławia rozpoznając na korzyść dowódcy odcinka „Rohatyn”, a ppor. Kucza i kpr. Kita polecieli w rejon Przemyśla prowadząc rozpoznanie na korzyść dowódcy lotnictwa armii. Załoga por. Okońskiego przy lądowaniu uszkodziła samolot, a na uzupełnienie eskadra otrzymała kolejną „Czaplę”.
15 września na rozpoznanie polecieli: por. Gorzeński z kpr. Tubisen oraz ppor. Marcola z ppor. Żmigrodzkim. Na lotnisku Markowce „znaleziono” benzynę do samolotów.
16 września nie wykonywano zadań bojowych. Dwa uszkodzone R-XIII odprowadzili do Łucka pchor. obs. Ciołek z plut. Januszkiewiczem i kpr. Łozowicki.
17 września w rejonie Przemyśla rozpoznawali por. Gorzeński z por. Jankowskim. Było to ostatnie zadanie bojowe eskadry. O 14.30 dowódca lotnictwa armijnego wydał rozkaz odlotu rzutu powietrznego do Czerniowiec. Jedna załoga z samolotem „Czapla” miała pozostać w Markowcach do dyspozycji ppłk. Tuskiewicza. Pod wieczór cztery samoloty eskadry przeleciały do Czerniowiec w Rumunii. Następnego dnia, nie doczekawszy się nikogo z dowództwa lotnictwa, odlecieli na „Czapli” podporucznicy Gorzeński z Jankowskim. Rzut kołowy pod dowództwem kpt. Sukniewicza przekroczył granicę rumuńską 21 września o 18.00.
| Działania eskadry | Działania eskadry                                                                    | Działania eskadry                                                                    | Działania eskadry                                                                    |
| ----------------- | ------------------------------------------------------------------------------------ | ------------------------------------------------------------------------------------ | ------------------------------------------------------------------------------------ |
|                   | Loty bojowe                                                                          | w tym łącznikowe                                                                     | Zestrzelenia                                                                         |
| 53                | około 7                                                                              | 0                                                                                    |                                                                                      |
| Straty eskadry    |                                                                                      |                                                                                      |                                                                                      |
| Polegli           | por. Szymański, ppor. Szumyłowicz                                                    | por. Szymański, ppor. Szumyłowicz                                                    | por. Szymański, ppor. Szumyłowicz                                                    |
| Ranni             | kpr. Gałężewski                                                                      | kpr. Gałężewski                                                                      | kpr. Gałężewski                                                                      |
| Zaginieni         | kpt. Rypson, por. Kuryłło, ppor. Jara, ppor. Sławiński, kpr. Oczki, st. szer. Musiał | kpt. Rypson, por. Kuryłło, ppor. Jara, ppor. Sławiński, kpr. Oczki, st. szer. Musiał | kpt. Rypson, por. Kuryłło, ppor. Jara, ppor. Sławiński, kpr. Oczki, st. szer. Musiał |
| Samoloty          |                                                                                      |                                                                                      |                                                                                      |
| Stan              | Uzupełnienie                                                                         | Zniszczone                                                                           | Ewakuacja                                                                            |
| 7 Lublin R-XIIID  | 5 R-XIIID i 2 RWD-14 Czapla                                                          | 9                                                                                    | 3 R-XIIID i 2 RWD-14 Czapla                                                          |

## Personel eskadry
| Stopień, imię i nazwisko      | Okres pełnienia służby | Kolejne stanowisko |
| ----------------------------- | ---------------------- | ------------------ |
| kpt. obs. Eugeniusz Lewkowicz | 1933 – III 1934        |                    |
| kpt.pil. Roman Rudkowski      | 1934 – 30 XI 1934      |                    |
| kpt. dypl. obs. Jan Koźmiński | XII 1934 – X 1937      |                    |
| kpt.pil. Janusz Araszkiewicz  | X 1937 – V 1939        |                    |
| kpt.pil. Wiktor Romiszewski   | V 1939 – VIII 1939     |                    |
| kpt. obs. Marian Sukniewicz   | VIII 1939 – IX 1939    |                    |

| Stanowisko    | Stopień, imię i nazwisko           | Przydział we wrześniu 1939 |
| ------------- | ---------------------------------- | -------------------------- |
| dowódca       | kpt. Janusz Araszkiewicz           |                            |
| dowódca I/56  | kpt. Henryk Bartłomiej Konarzewski |                            |
| dowódca II/56 | kpt. Eugeniusz Arciuszkiewicz      | dowódca II plutonu         |
| obserwator    | por. Mieczysław Gorzeński          | dowódca I plutonu          |
| obserwator    | por. Jan Piotr Iżycki              |                            |
| obserwator    | ppor. Zdzisław Marian Jasiński     |                            |
| obserwator    | ppor. piech. Czesław Korbuszewski  |                            |
| obserwator    | ppor. piech. Mieczysław Marcola    |                            |

| Stanowisko          | Stopień, imię i nazwisko             | Stopień, imię i nazwisko                  |
| ------------------- | ------------------------------------ | ----------------------------------------- |
| Dowódca eskadry     | kpt. obs. Marian Sukniewicz          | kpt. obs. Marian Sukniewicz               |
| Szef eskadry        | sierż. Stefan Walicki                | sierż. Stefan Walicki                     |
|                     | I pluton                             | II pluton                                 |
| Dowódcy plutonu     | por. obs. Mieczysław Gorzeński       | kpt. obs. Eugeniusz Arciuszkiewicz        |
| Obserwatorzy        | por. obs. Antoni Zajączkowski        | por. obs. Brunon Okoński                  |
| Obserwatorzy        | ppor. obs. Kazimierz Kucza           | por. obs. Edward Porada                   |
| Obserwatorzy        | ppor. obs. Mieczysław Marcola        | por. obs. Edmund Sienkiewicz              |
| Obserwatorzy        | ppor. obs. Stanisław Ostaszewski     |                                           |
| Piloci              | por. rez. pil. Antoni Jankowski      | ppor. rez. pil. Stanisław Orda            |
| Piloci              | st. sierż. pil. Hipolit Kazimierczak | ppor. rez. pil. Zbigniew Żmigrodzki       |
| Piloci              | sierż. pil. Czesław Wismont          | sierż. pil. Jan Czarnecki                 |
| Piloci              | kpr. pil. Szymon Kita                | kpr. pil. Konstanty Gawlik                |
| Piloci              | kpr. pil. Roman Skrzyński            | kpr. pil. Marian Piasecki                 |
| Piloci              | sierż. pil. Stanisław Michalak       | kpr. pil. Tomasz Tubis                    |
| Szefowie mechaników | majster wojsk. Józef Szczepański     | st. majster wojsk. Franciszek Sieczkowski |

## Wypadki lotnicze
- 4 maja 1934 zginęli przy oblocie maszyny Lublin R.XIIIC kpr.pil. Edward Białous i majster wojsk. Stanisław Groblewski[3].

## Samoloty eskadry
We wrześniu 1939 na uzbrojeniu eskadry znajdowało się 7 samolotów Lublin R.XIII.

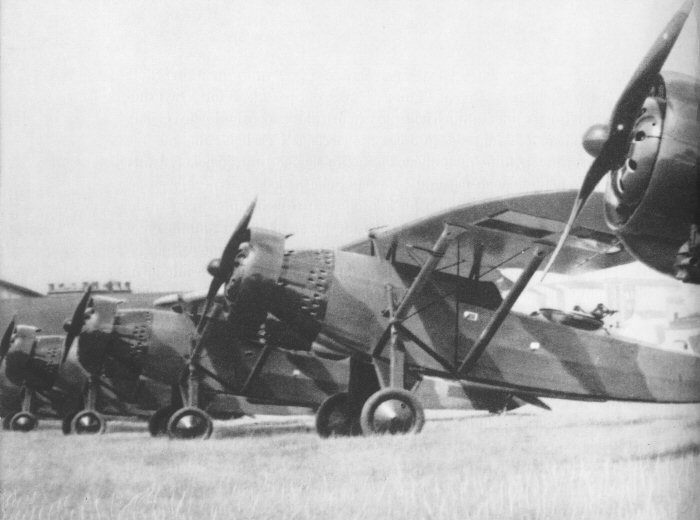
Lublin R.XIII (1933–1939)
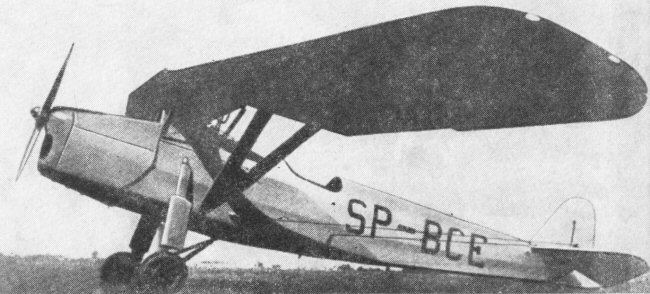
RWD-8 (szkolny)
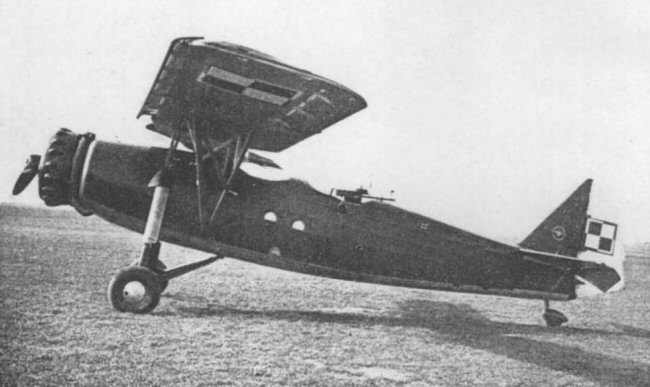
RWD-14 Czapla (uzupełnienie)
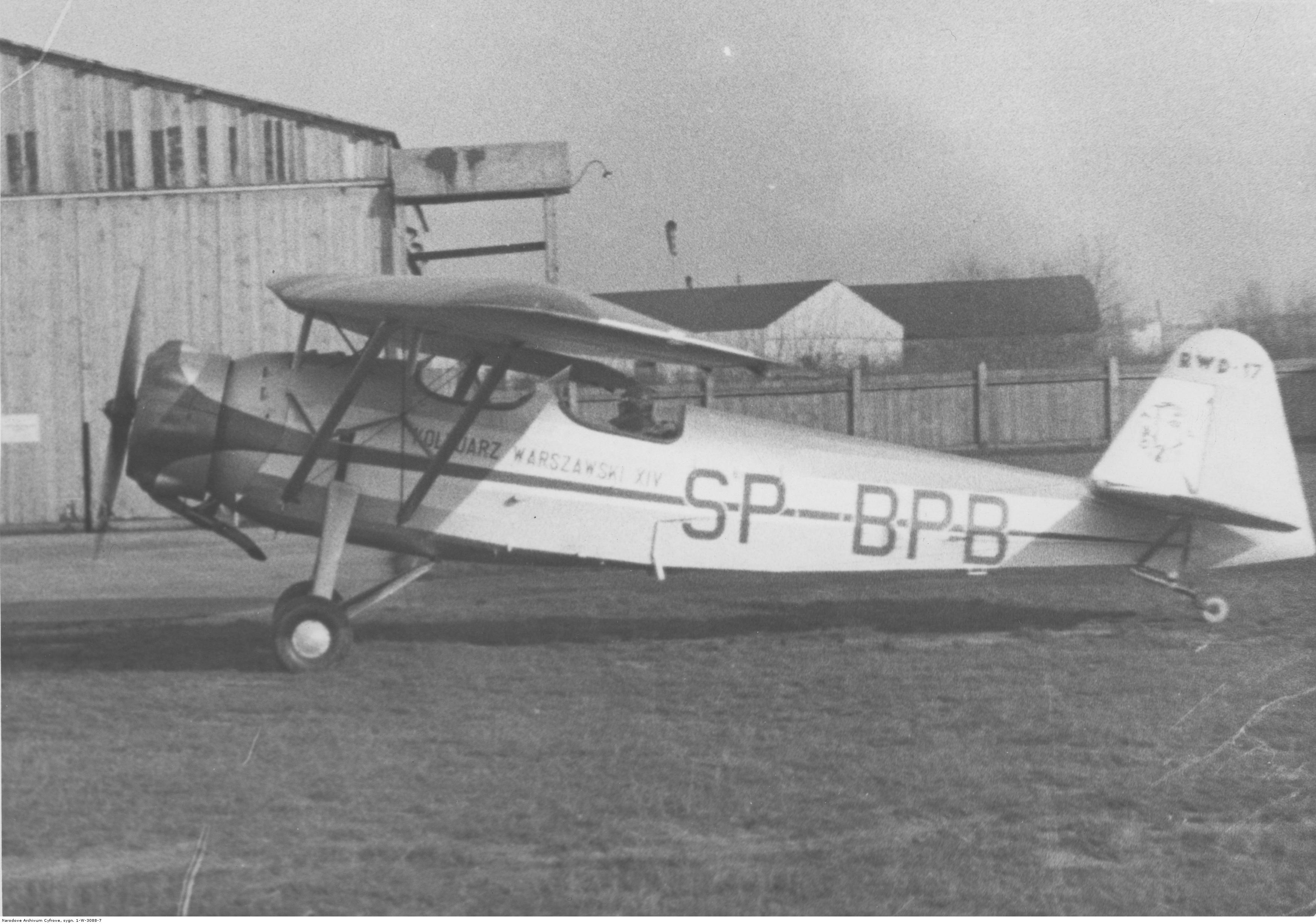
RWD-17 (uzupełnienie)